# Tanketa
Tanketa tudi tankette je majhno oboroženo oklepno vozilo na gosenicah ‒ v bistvu majhen tank.Uporabljajo se za podporo pehoti in izvidništvo. Prve tankete so razvili v 1920-ih, uporabljali so se tudi med 2. svetovno vojno. Posadka je bila po navadi eno- ali dvočlanska. V modernem času so skoraj povsem izginile. 

## Primeri tanket
- Združeno kraljestvo: Carden Loyd
- Italija: L3/33 and L3/35
- Japonska: Type 92 Jyu-Sokosha, Type 94 tankette, Type 97 Te-Ke
- Poljska: TKS/TK-3
- Češkoslovaška: AH-IV, Tančík vz. 33
- Sovjetska zveza: T-27
- Francija: Renault UE Chenillette
- Nemčija: Wiesel 1 in Wiesel 2